# Ferrari 312T5
Der Ferrari 312T5, auch Ferrari 312 T5, war ein Formel-1-Rennwagen, den die Scuderia Ferrari in der Formel-1-Weltmeisterschaft 1980 einsetzte.

## Renngeschichte
Der 312T5 war das Nachfolgemodell des 312T4, mit dem Jody Scheckter  in der Saison 1979, Fahrerweltmeister, Gilles Villeneuve Vizeweltmeister und die Scuderia überlegen Konstrukteursweltmeister geworden waren. Beide Fahrer konnten nicht an diese Erfolge anknüpfen.  Der breite und flache 12-Zylinder-V-Motor mit 180° Bankwinkel (die Zylinder lagen um eine Pleuelbreite versetzt gegenüber) ließ sich weit weniger gut in die Karosserie integrieren als beim 312T4. Der Wagen bekam ein neues Design, die Seitenkästen wurden kantiger.

Die Saison wurde für Ferrari zum Desaster. Jody Scheckter erzielte nur zwei Weltmeisterschaftspunkte, die geringste Punkteanzahl, die ein Formel-1-Weltmeister in der Saison nach dem Titel erreichte. Mit den zusätzlichen sechs Punkten von Gilles Villeneuve wurde Ferrari Zehnter in der Konstrukteursweltmeisterschaft.

Als absehbar war, dass der 312T5 eine Fehlentwicklung war, konzentrierte sich Ferrari auf den Bau des ersten Ferrari-Formel-1-Rennwagens mit Turbomotor. Der 126CK löste den 312T5 noch vor dem Ende der Saison 1980 ab.

Ein 312T5 ist im Museo Nazionale dell’Automobile in Turin ausgestellt.

## Einsätze des T312T5
Sechs 312T5 wurden gebaut:
- 312 T5/ #042: in den ersten drei Grands Prix von Villeneuve eingesetzt
- 312 T5/ #043: am Ende der Saison in drei Rennen von Scheckter und zweimal von Villeneuve gefahren
- 312 T5/ #044: je zwei Rennen von Scheckter und Villeneuve
- 312 T5/ #045: in sechs Rennen von Villeneuve eingesetzt (in Kanada beim ersten Start)
- 312 T5/ #046: acht Rennen mit Scheckter
- 312 T5/ #048: von Villeneuve in vier Rennen eingesetzt.
- Statt des Chassis #047 kam der Nachfolger Ferrari 126CK zum Einsatz.

## Weitere Entwicklungsstufen (ohne Renneinsatz)

### T312T6
Eine als Ferrari 312T6 bezeichnete Version ist keine Weiterentwicklung aus dem 312T5, sondern eine frühere Entwicklung aus dem Jahr 1977, die auf dem 312T2B basierte. Hier experimentierte Ferrari ähnlich wie bei den Typ-C/D-Bergrennwagen der Auto Union AG Ende der 1930er-Jahre mit einer Doppelbereifung an der Hinterachse, mit vier speziell für diesen Zweck entwickelten, normalgroßen Reifen. Die Scuderia setzte das Projekt jedoch in keinem einzigen Rennen ein.
Der 312T6 war einer der wenigen sechsrädrigen Entwürfe dieser Zeit, von denen Tyrrells P34 das einzige Modell war, das zum aktiven Renneinsatz kam. Das Auto wurde 1977 sowohl von Niki Lauda als auch von Carlos Reutemann getestet. Abgesehen davon, dass es viel breiter war, als es das Reglement zuließ, erwies es sich als schwer beherrschbar. Während einer Testsitzung auf der teameigenen Pista di Fiorano verunglückte Carlos Reutemann in der 12. Runde mit dem Auto, das daraufhin in Flammen aufging. Bei einer anderen Gelegenheit kam es zu einem Ausfall des hinteren Achsschenkels. Reutemann war vom 312T6 nicht überzeugt.

### 312T8
Nach dem 312T6-Experiment erschienen in der italienischen Presse Artikel mit Bildern und Illustrationen, die einen geheimen achträdrigen Ferrari-Formel-1-Wagen mit dem Namen Ferrari 312T8 zeigten: Zu sehen waren vier Räder vorne, wie beim Tyrrell P34, und weitere vier hinten, wie beim March 2-4-0. Die Idee war offensichtlich verrückt und ein solches Auto wurde nie verwirklicht. Viele Jahre später stellte sich heraus, dass die Bilder eine Attrappe zeigten. Wie es heißt, hatte Ferrari die Fotos inoffiziell an die Presse gelangen lassen, um die Aufmerksamkeit auf sich zu ziehen.

## Galerie

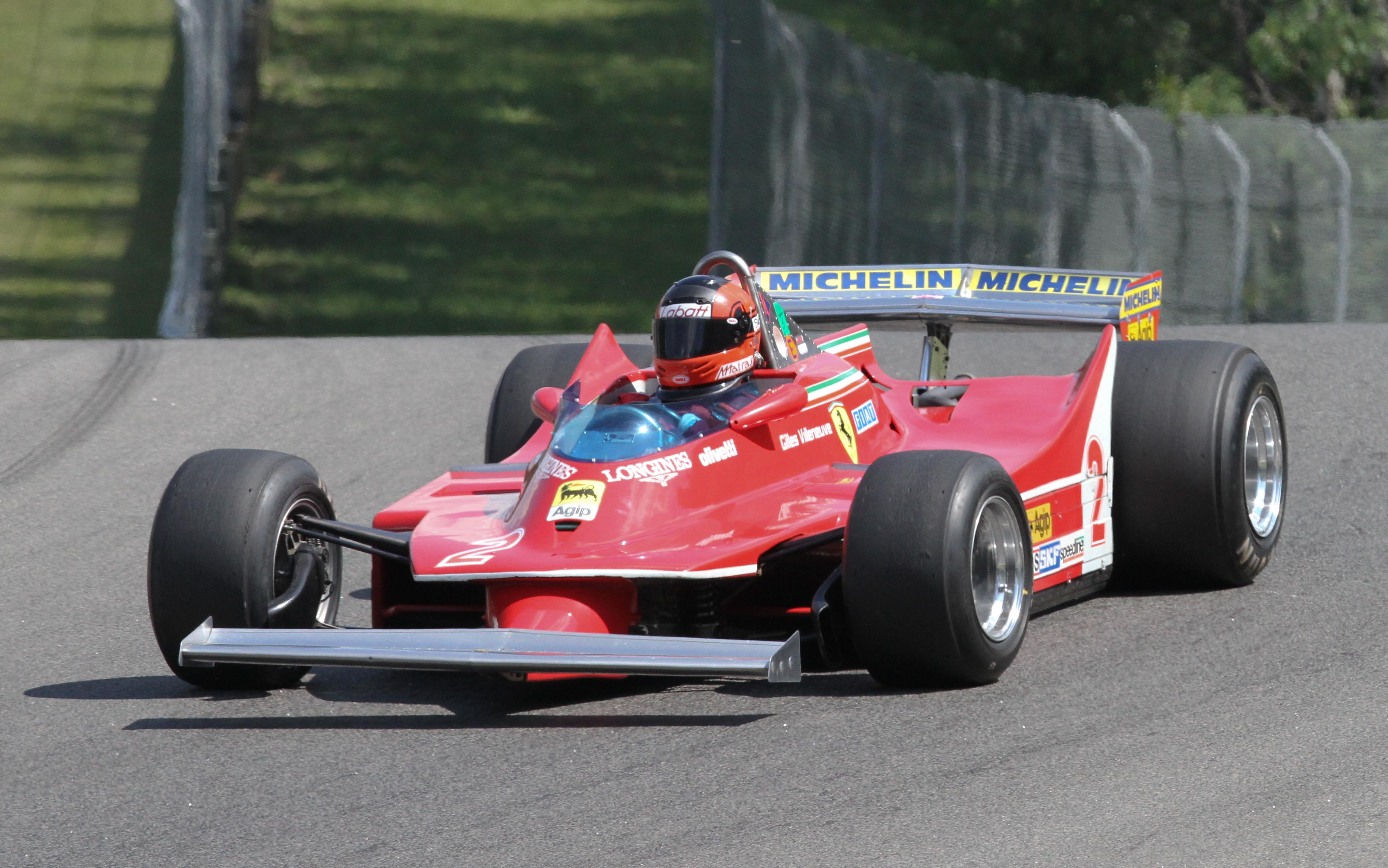
Ferrari 312T5 (Ex-Villeneuve) in Mont Tremblant 2010
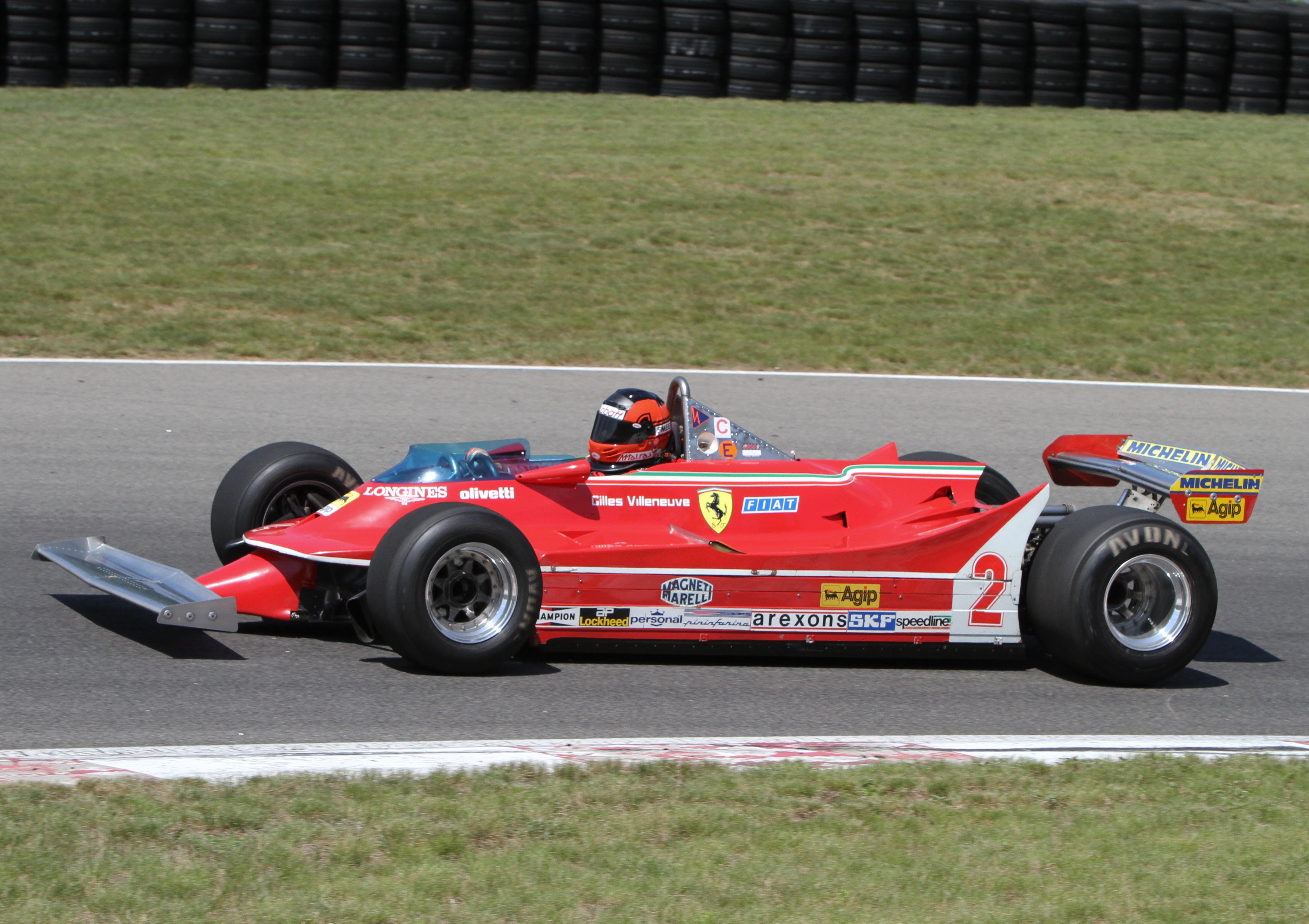
Mont Tremblant 2010
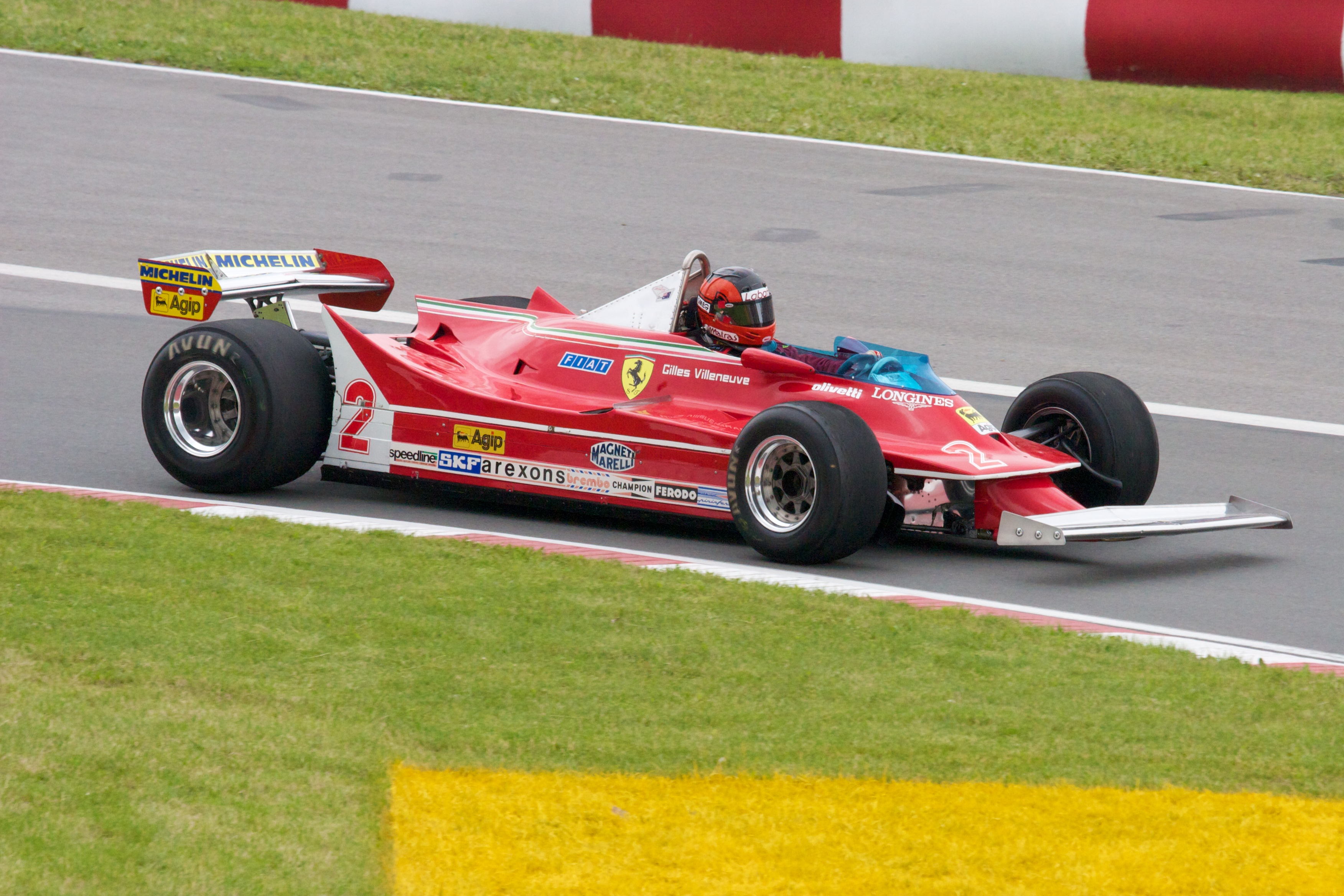
Gilles Villeneuves Ferrari 312T5 beim „Histric race“ während des Großen Preises von Kanada 2010
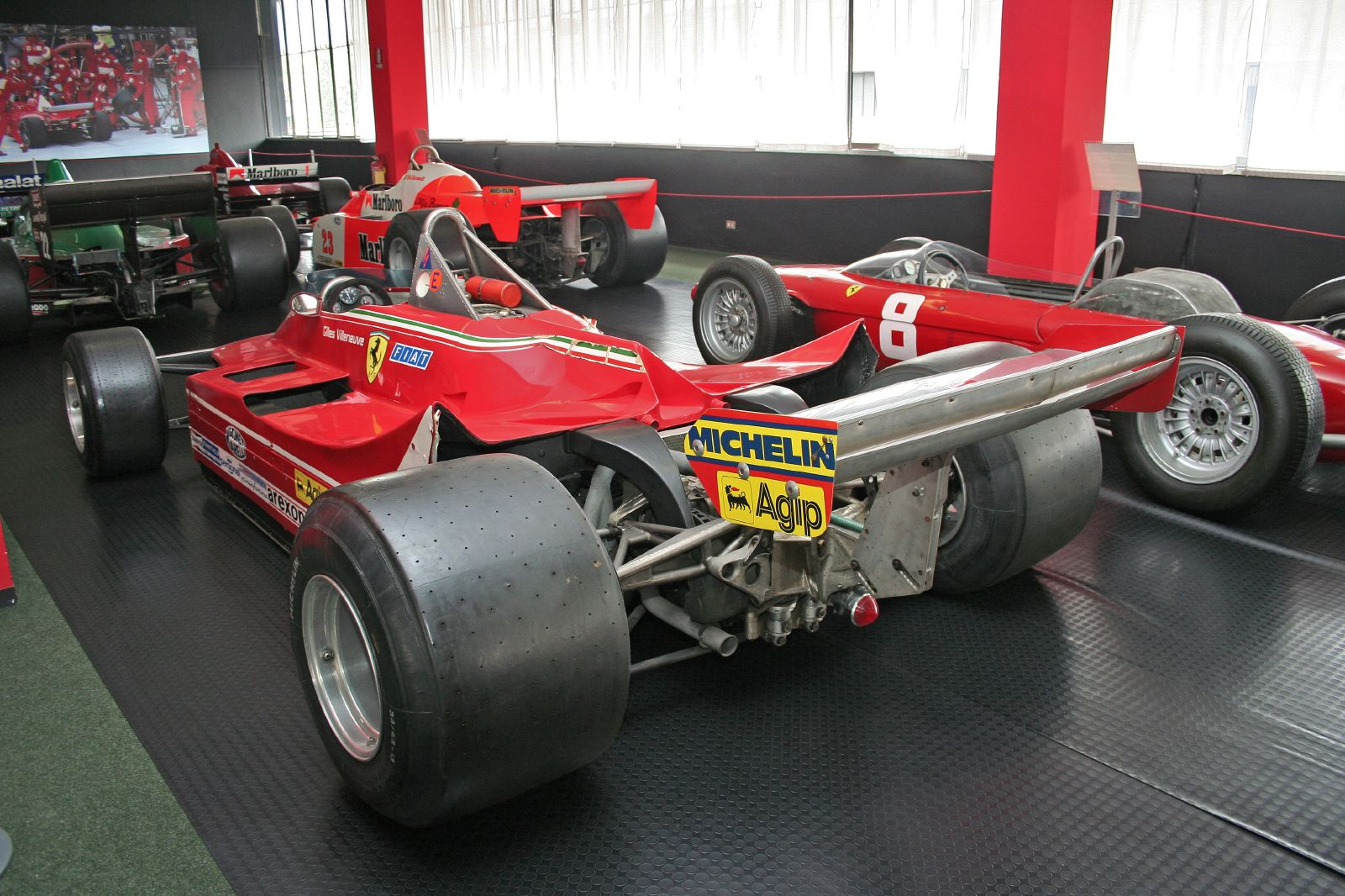
Der 312T5 von Gilles Villeneuve im MUSEO DELL'AUTOMOBILE (Turin)
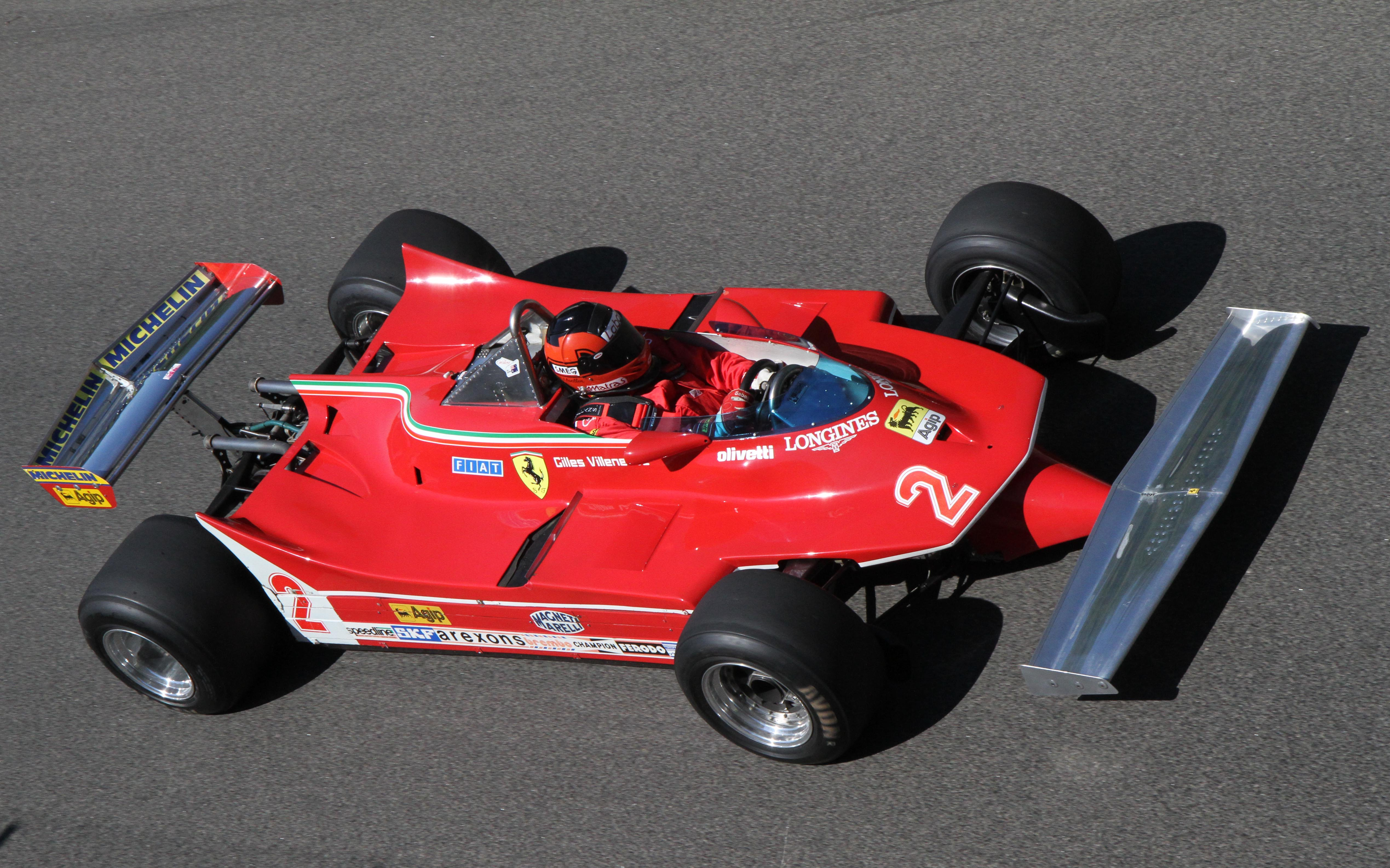
Ferrari 312T5 / Mont Tremblant 2010

## Ergebnisse
| Fahrer               | Nr.                  | 1   | 2   | 3   | 4   | 5 | 6   | 7  | 8   | 9  | 10 | 11 | 12  | 13  | 14  | Punkte | Rang |
| -------------------- | -------------------- | --- | --- | --- | --- | - | --- | -- | --- | -- | -- | -- | --- | --- | --- | ------ | ---- |
| Formel-1-Saison 1980 | Formel-1-Saison 1980 |     |     |     |     |   |     |    |     |    |    |    |     |     |     | 8      | 10.  |
| J. Scheckter         | 01                   | DNF | DNF | DNF | 5   | 8 | DNF | 12 | 10  | 13 | 13 | 9  | 8   | DNQ | 11  | 8      | 10.  |
| G. Villeneuve        | 02                   | DNF | 16  | DNF | DNF | 6 | 5   | 8  | DNF | 6  | 8  | 7  | DNF | 5   | DNF | 8      | 10.  |

| Legende  | Legende            | Legende                                                          |
| Farbe    | Abkürzung          | Bedeutung                                                        |
| -------- | ------------------ | ---------------------------------------------------------------- |
| Gold     | –                  | Sieg                                                             |
| Silber   | –                  | 2. Platz                                                         |
| Bronze   | –                  | 3. Platz                                                         |
| Grün     | –                  | Platzierung in den Punkten                                       |
| Blau     | –                  | Klassifiziert außerhalb der Punkteränge                          |
| Violett  | DNF                | Rennen nicht beendet (did not finish)                            |
| Violett  | NC                 | nicht klassifiziert (not classified)                             |
| Rot      | DNQ                | nicht qualifiziert (did not qualify)                             |
| Rot      | DNPQ               | in Vorqualifikation gescheitert (did not pre-qualify)            |
| Schwarz  | DSQ                | disqualifiziert (disqualified)                                   |
| Weiß     | DNS                | nicht am Start (did not start)                                   |
| Weiß     | WD                 | zurückgezogen (withdrawn)                                        |
| Hellblau | PO                 | nur am Training teilgenommen (practiced only)                    |
| Hellblau | TD                 | Freitags-Testfahrer (test driver)                                |
| ohne     | DNP                | nicht am Training teilgenommen (did not practice)                |
| ohne     | INJ                | verletzt oder krank (injured)                                    |
| ohne     | EX                 | ausgeschlossen (excluded)                                        |
| ohne     | DNA                | nicht erschienen (did not arrive)                                |
| ohne     | C                  | Rennen abgesagt (cancelled)                                      |
| ohne     | keine WM-Teilnahme |                                                                  |
| sonstige | P/fett             | Pole-Position                                                    |
| sonstige | 1/2/3/4/5/6/7/8    | Punktplatzierung im Sprint-/Qualifikationsrennen                 |
| sonstige | SR/kursiv          | Schnellste Rennrunde                                             |
| sonstige | *                  | nicht im Ziel, aufgrund der zurückgelegten Distanz aber gewertet |
| sonstige | ()                 | Streichresultate                                                 |
| sonstige | unterstrichen      | Führender in der Gesamtwertung                                   |

## Technische Daten
| Motor                               | Typ 015, hinten eingebaut, 180° V12, Zylinderblock und Kopf aus Leichtmetall, wassergekühlt, nasse Aluminium-Laufbuchsen, 112-mm-Pleuel |
| Bohrung und Hub                     | 80 × 49,6 mm |
| Hubraum                             | 2991,8 cm³ |
| Hubraum pro Zylinder                | 249,3 cm³ |
| Kompressionsverhältnis              | 11,5 : 1 |
| max. Leistung                       | 379 kW (515 PS) bei 12.300/min |
| Motorsteuerung                      | 4 Ventile pro Zylinder, 2 Nockenwellen pro Zylinderbank                                                                                 |
| Kraftstoffzufuhr                    | Indirekte Einspritzung von Lucas-Ferrari mit elektronischer Steuerung                                                                   |
| Zündung                             | Einzelstecker, Spule-Zündung mit elektronischer kapazitiver Entladung Marelli Dinoplex                                                  |
| Schmierung                          | Trockensumpf |
| Getriebe                            | Hinterradantrieb, Lamellenkupplung, 5- oder 6-Gang-Getriebe + Rückwärtsgang, Sperrdifferential                                          |
| Übersetzung                         | je nach Strecke wechselbar |
| Fahrgestell                         | Typ 023, Leichtmetall-Gitterrohrrahmen mit Knoten aus Gusslegierung, aufgenietete aussteifende Aluminiumplatten                         |
| Vorderradaufhängung                 | Doppelquerlenker, Dreieckslenker unten, Trapezlenker oben, innenliegende Federn und Dämpfer vom verlängerten oberen Lenker betätigt     |
| Hinterradaufhängung                 | Doppelquerlenker, Federn und Teleskopstoßdämpfer                                                                                        |
| Bremsen                             | Brembo, innenbelüftete Graugussscheiben, Lockheed-Bremssättel                                                                           |
| Lenkung                             | Zahnstange und Ritzel |
| Länge / Breite / Höhe               | 4530 mm / 2120 mm / 1020 mm |
| Radstand und vordere / hintere Spur | 2700 / 1700 / 1615 mm |
| Leergewicht (mit Wasser und Öl)     | 595 kg |
| Kraftstofftank                      | von 182 bis 185 Liter, hinter dem Fahrer zentral eingebaut                                                                              |
| Vorderreifen                        | 23 / 59–13 ", Michelin |
| Hinterreifen                        | 38 / 68–13", Michelin |
| Räder                               | mehrteilige Felgen, vorne 12 × 13 ", hinten 18 × 13"                                                                                    |
| Karosserie                          | einsitzige Karosserie aus kohlenstofffaserverstärktem Kunststoff                                                                        |